# Tittling
Tittling là một đô thị ở huyện Passau bang Bayern thuộc nước Đức.